# 布朗什埃格利斯
布朗什埃格利斯（法語：Blanche-Église，法語發音：[blɑ̃ʃ eɡliz]；含义均为“白色的教堂”）是法国摩泽尔省的一个市镇，属于萨尔堡-萨兰堡区。

## 地理
布朗什埃格利斯（48°47'30"N, 6°40'23"E）面积6.89 平方千米，位于法国大東部大區摩泽尔省，该省份为法国东北部内陆省份，是洛林的一部分，西南接默尔特-摩泽尔省，东临下莱茵省，北与卢森堡和德国接壤。
与布朗什埃格利斯接壤的市镇（或旧市镇、城区）包括：迪约兹、盖布朗日莱迪约兹、瓦勒德布里德、瑞沃利兹、马尔萨勒、米尔塞。

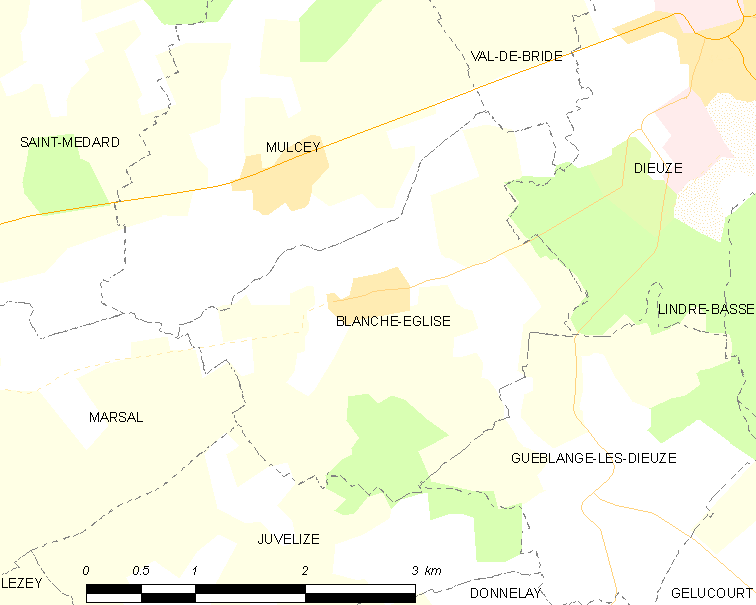
布朗什埃格利斯的OSM定位图

布朗什埃格利斯的时区为UTC+01:00、UTC+02:00（夏令时）。

## 行政
布朗什埃格利斯的邮政编码为57260，INSEE市镇编码为57090。

## 政治
布朗什埃格利斯所属的省级选区为索努瓦县。

## 人口

1962-2008年间布朗什埃格利斯人口变化图示

布朗什埃格利斯于2022年1月1日时的人口数量为105人。